# Pałac w Bielawie, ul. Piastowska 23
Pałac w Bielawie – zabytkowy pałac wybudowany na przełomie XIX/XX w. w Bielawie – mieście w województwie dolnośląskim, w powiecie dzierżoniowskim; na Przedgórzu Sudeckim, u podnóża Gór Sowich.

## Opis
Przy pałacu znajduje się drewniany pawilon ogrodowy.